# Puellina harmeri
Puellina harmeri är en mossdjursart som beskrevs av Ristedt 1985. Puellina harmeri ingår i släktet Puellina och familjen Cribrilinidae. Inga underarter finns listade i Catalogue of Life.